# Pufókgerle
A pufókgerle (Leptotila verreauxi) a madarak (Aves) osztályának galambalakúak (Columbiformes) rendjébe és a galambfélék (Columbidae) családjába tartozó faj.

## Rendszerezése
A fajt Charles Lucien Jules Laurent Bonaparte francia ornitológus írta le 1855-ben, a Leptoptila nembe Leptoptila verreauxi néven. Tudományos faji nevét Jules és Edouard Verreaux francia természettudósok tiszteletére kapta.

## Alfajai
- Leptotila verreauxi capitalis (Nelson, 1898) - a Tres Marias-szigetek (Mexikó nyugati partvidéke mentén)
- Leptotila verreauxi angelica (Bangs & T. E. Penard, 1922) - Texas déli része, Mexikó északi és középső része
- Leptotila verreauxi fulviventris (Lawrence, 1882) - Mexikó délkeleti része, Guatemala északkeleti része és Belize
- Leptotila verreauxi bangsi (Dickey & Van Rossem, 1926) - Guatemala nyugati része, Salvador, nyugat-Honduras és északnyugat-Nicaragua
- Leptotila verreauxi nuttingi (Ridgway, 1915) -  Nicaragua tengerparti részei
- Leptotila verreauxi verreauxi (Bonaparte, 1855) - Nicaragua délnyugati része, Costa Rica, Panama, észak-Kolumbia, észak-Venezuela, Aruba, Curaçao, és Bonaire
- Leptotila verreauxi zapluta (J. L. Peters, 1937) - Trinidad
- Leptotila verreauxi tobagensis (Hellmayr & Seilern, 1915) - Tobago
- Leptotila verreauxi hernandezi (Romero-Zambrano & Morales-Sanchez, 1981) - Kolumbia délnyugati része
- Leptotila verreauxi decolor (Salvin, 1895)  - nyugat-Kolumbia, Ecuador és Peru nyugati és északi része
- Leptotila verreauxi brasiliensis (Bonaparte, 1856) - Guyana, Suriname, Francia Guyana és Brazília északi része
- Leptotila verreauxi approximans (Cory, 1917) - Északkelet-Brazília
- Leptotila verreauxi decipiens (Salvadori, 1871) - Peru keleti része, Bolívia és Nyugat-Brazília
- Leptotila verreauxi chalcauchenia (P. L. Sclater & Salvin, 1870) - Bolívia déli része, Paraguay, Argentína északi és középső része és Uruguay [2]

## Előfordulása
Az Amerikai Egyesült Államok déli részén, valamint Mexikó, Costa Rica, Guatemala,  Honduras, Nicaragua, Panama, Salvador, Trinidad és Tobago, Aruba, Curaçao, Bonaire, Argentína, Belize, Bolívia, Brazília, Kolumbia,  Ecuador, Francia Guyana, Guyana, Paraguay, Peru, Suriname, Uruguay és Venezuela területén honos.
Természetes élőhelyei a szubtrópusi vagy trópusi síkvidéki esőerdők, száraz erdők és mérsékelt övi cserjések, valamint szántóföldek, legelők és másodlagos erdők. Állandó, nem vonuló faj.

## Megjelenése
Testhossza 26 centiméter, testtömege 96–210 gramm.
|  |  |

## Életmódja
Magvakkal és rovarokkal táplálkozik.

## Szaporodása
A fákra nagy fészket rak. Fészekalja 2 fehér tojásból áll.

## Természetvédelmi helyzete
Az elterjedési területe rendkívül nagy, egyedszáma pedig növekszik. A Természetvédelmi Világszövetség Vörös listáján nem fenyegetett fajként szerepel.